# 安武駅

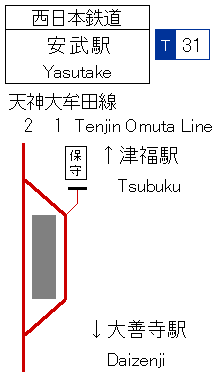
配線図

安武駅（やすたけえき）は福岡県久留米市安武町安武本にある西日本鉄道（西鉄）天神大牟田線の駅。駅番号はT31。

## 歴史
- 1912年（大正元年）12月30日：大川鉄道の駅として開業。
- 1937年（昭和12年）6月22日：大川鉄道が九州鉄道に吸収合併され、同社の駅となる。
- 1937年（昭和12年）10月1日：津福駅 - 当駅 - 大善寺駅間が1435mmに改軌・電化され、大牟田線に編入される。
- 1942年（昭和17年）9月19日：九州鉄道などが九州電気軌道に合併され、同社の駅となる（3日後の9月22日に同社は西日本鉄道と改称）。
- 1966年（昭和41年）：駅舎改築。
- 2008年（平成20年）5月18日：ICカードnimoca供用開始。
- 2017年（平成29年）2月1日：駅ナンバリングを導入[1]。
- 2022年（令和3年）4月1日：駅集中管理システムを導入。無人化[2][3]。

## 駅構造
島式ホーム1面2線を有する地上駅。
線路配置が一線スルー方式となっており、特急などの速達列車や当駅には止まらない回送列車は本線となる2番線を通過する。一応1番線を下り、2番線を上りとするものの、ダイヤにより列車交換と優等列車待避が連続する場合は下り列車が2番線に、上り列車が1番線に、それぞれ入ることがある。
ホーム有効長が上下とも6両分ほどしかない。日中は下りの次・大善寺止まりと甘木線直通ワンマンの2両編成だけしかない普通電車にはさほど影響はないが、ラッシュ時などに7両の電車が到着するときは、福岡方先頭車1両が扉を閉め切る。
| ホーム | 路線          | 位置付け | 行先                                                      | 備考 |
| ------ | ------------- | -------- | --------------------------------------------------------- | ---- |
| 1      | ■天神大牟田線 | 待避線   | （下り）柳川・大牟田方面 （上り）久留米・福岡（天神）方面 |      |
| 2      | ■天神大牟田線 | 本線     | （下り）柳川・大牟田方面 （上り）久留米・福岡（天神）方面 |      |

## 利用状況
2023年度の1日平均乗降人員は996人である。各年度の1日平均乗車および乗降人員は下表のとおり。
| 年度   | 1日平均 乗車人員 | 1日平均 乗降人員 |
| ------ | ---------------- | ---------------- |
| 2007年 | 616              | 1,208            |
| 2008年 | 590              | 1,169            |
| 2009年 | 567              | 1,119            |
| 2010年 | 548              | 1,075            |
| 2011年 | 536              | 1,058            |
| 2012年 |                  | 1,020            |
| 2013年 | 515              | 1,019            |
| 2014年 | 501              | 1,010            |
| 2015年 | 495              | 995              |
| 2016年 | 490              | 973              |
| 2017年 | 474              | 958              |
| 2018年 | 485              | 967              |
| 2019年 | 478              | 955              |
| 2020年 |                  | 726              |
| 2021年 |                  | 780              |
| 2022年 |                  | 905              |
| 2023年 |                  | 996              |

## 駅周辺
- 久留米広域市町村圏事務組合久留米消防署 西出張所
- 北部九州土地改良調査 管理事務所
- 計量検定所支所
- JR九州 荒木駅 - 約1.5km南東
- サザン・モール

## その他
- 安武駅周辺は単線区間のため、下り普通電車は、上り特急の通過を当駅で待ち合わせることが多い。
- 西鉄福岡（天神）側には保線車両用の引込み線がある。

## 隣の駅
西日本鉄道
■天神大牟田線
■特急・■急行
通過
■普通
津福駅（T30） - 安武駅（T31） - 大善寺駅（T32）